# Tillicum
Tillicum is een hopvariëteit, gebruikt voor het brouwen van bier.
Deze hopvariëteit is een “bitterhop”, bij het bierbrouwen voornamelijk gebruik voor zijn bittereigenschappen. Deze Amerikaanse “hoog-alfa”-variëteit werd gekweekt bij het John I. Haas Inc. breeding program en in 1995 op de markt gebracht. De variëteit is een “dochter” van Galena en een “zuster” van Chelan en heeft de eigenschappen van beide variëteiten.

## Kenmerken
- Alfazuur: 12 – 14,5%
- Bètazuur:9,3 – 10,5%
- Eigenschappen: